# 纤管马先蒿
纤管马先蒿（学名：Pedicularis leptosiphon）为列当科马先蒿属的植物，为中国的特有植物。分布于中国大陆的四川等地，生长于海拔4,000米的地区，多生于高山草地中，目前尚未由人工引种栽培。